# Cessna 172
Cessna 172 Skyhawk er et firesædet, enmotors, højvinget fly, produceret af Cessna Aircraft Company. Efter den var på vingerne første gang i 1955, er der blevet bygget flere Cessna 172 end af noget som helst andet fly.
Målt på typens popularitet og udholdenhed så er Cessna 172 det mest populære en-motorede privatfly nogensinde. Den første blev leveret i 1956; med over 43.000 fly bygget (2015) og stadig i produktion 60 år efter lanceringen, kan Cessna'en godt karakteriseres som den største succes i flyvningens historie.
172'erens største konkurrenter var Beechcraft Musketeer og Grumman AA-5 (som begge er udgået af produktion), Piper Cherokee, og i nyere tid Diamond DA40.

## Design og udvikling
Cessnas model 172 begyndte som en videreudvikling af halehjulsflyet Cessna 170. Flyet fik et næsehjul, og var temmelig spartansk udstyret. I 1955 fløj den første gang, med en Continental O-300-A motor, større højderor og en mere kantet halefinne. For at reducere tid og udgifter til certificering, blev flyet tilføjet til Cessna 170 typecertifikatet som Model 172. Først senere fik 172 sit eget typecertifikat, 3A12.
Det nye næsehjuls understel gjorde flyet meget nemmere at håndtere under start, landing og kørsel på jorden. Derudover gav de højvingede fly et godt udsyn nedefter, og flyet var derfor særdeles velegnet til rundflyvning, fotoflyvning og sightseeing. Stræberne, der støtter vingerne, giver et glimrende afsætspunkt for faldskæmsudspringere. 172 fyldte et hul i markedet, og over 1,400 blev bygget i 1956, dets første fulde produktionsår.
Tidlige 172ere havde et udseende meget som 170, med den samme lige bagkrop og et højbenet understel, selvom 172 havde en lige halefinne og 170'ens var afrundet. I 1960 fik 172A et revideret understel og den tilbagestrøgne halefinne som stadig er i brug.
Den sidste visuelle ændring, der kom i 1963 med model 172D og alle senere 172'ere, var en nedskåret bagkrop der tillod et agtervindue. Cessna reklamerede det forbedrede udsyn som "Omni-Vision". Siden da har Cessna ikke ændret flystellets konfiguration, bortset fra opdateringer i elektronikken og motoren, inklusive indførelsen af Garmin G1000 glass cockpit i 2005. Produktionen stoppede midt i firserne, men startede igen i 1996 med 172R med en 160 hk (120 kW) motor. I '98 supplerede Cessna denne med model 172S "Skyhawk SP", der fik en 180 hk (135 kW) motor.

## Operationel historie

### Verdensrekord
I 1958 blev en Cessna 172 brugt til at sætte verdensrekorden i udholdenhed af Robert Timm og John Cook; rekorden står stadig.
Den 4. december 1958 startede Robert Timm og John Cook fra McCarran Airfield i Las Vegas, Nevada, i en brugt Cessna 172, registrering N9172B. De landede igen i McCarran Airfield den 4. februar 1959 efter 64 dage, 22 timer, 19 minutter og 5 sekunder på vingerne. Flyvningen var et forsøg på at rejse midler til kræftforskning og -behandling.
Kun pilotens sæde var monteret, der lå en madras på gulvet, hvor piloten på frivagt kunne sove. Den højre dør var erstattet af en foldedør, for at lette overførsel af forsyninger. En følgebil ville holde samme fart som flyet på et lige stykke ørkenvej, så kunne vand og mad hejses ombord med en spand og et stykke tov. Der blev tanket på samme måde: flyets bugtank blev fyldt fra en slange hejset op fra en tankbil, brændstoffet pumpet op i flyets normale tanke, og bugtanken toppet op igen. Motorolie blev toppet op via en slange fra kabinen.
Tidligt under flyvningen fejlede generatoren. En lille generator med en lille propel blev hejst ombord, tapet til vingestræberen, og ledningen sat i lighterstikket. Den fungerede som flyets strømkilde under resten af flyvningen. Piloterne besluttede at ende flyvningen: inden starten havde flyet allerede adskillige hundrede timer på motoren, og med 1.558 timers kontinuerlig drift under flyvningen (betydeligt mere end normal TBO), var motorens effekt faldet så meget at flyet kun med nød og næppe kunne vinde højde efter en optankning.
Flyet er udstillet i passagerterminalen på McCarran International Airport. Foto og detaljer fra flyvningen er udstillet i et lille museum over bagageudleveringen.
Efter flyvningen udtalte Cook:
 Næste gang jeg får trang til en udholdenhedsflyvning, vil jeg lukke mig inde i skraldespanden sammen med en tændt støvsuger. I hvert fald indtil min psykiater åbner butikken igen.

 — 

### Mathias Rust
Den 28. maj 1987 (på Dagen for de Sovjetiske Grænsetropper) landede Mathias Rust sin Cessna 172P (Tysk registrering D-ECJB) på en bro ved den Røde Plads i Moskva, efter at have passeret det sovjetiske luftforsvar, og taxiede ind på pladsen. Som en konsekvens blev han idømt fire år i en arbejdslejr af en sovjetisk domstol, hvoraf han dog kun afsonede 14 måneder.
Den sovjetiske forsvarsminister og chefen for flyvåbnet blev fyret, sammen med over 2.000 tjenestemænd og officerer, der ikke havde forhindret flyvningen.

## Varianter og udviklingshistorie
172
Den første 172 fremkom i November 1955 (markedsført som '1956' modellen) og forblev i produktion indtil den blev erstattet af 172A tidligt i 1960. Den var forsynet med en Continental O-300 145 hk (107 kW) sekscylindret luftkølet motor, og havde en max. totalvægt på 2.200 lb (998 kg). Prisen for den billigste udgave var US$ 8,995 og der blev i alt produceret 4,195 stk.
172A
I 1960, med model 172A indførtes en tilbagestrøget halefinne og sideror, såvel som beslag til pontoner. Prisen var nu US$ 9,450, og der blev bygget 1,015 stk.
172B
172B blev introduceret sidst i 1960 - som 1961 modellen - og havde et kortere understel, motorophængene var forlænget 3 tommer (76 mm), motorhjelmen fik en anden form, og propelspinneren blev spids. For første gang blev "Skyhawk" navnet associeret med en optionel deluxe 'pakke'. Denne pakke inkluderede fuld ekstern bemaling i stedet for de striber der var standard, plus forbedret instrumentering. Maximumsvægten blev forøget til 2.250 lb (1.021 kg).
172C
I 1962 kom model 172C. Man kunne optionelt vælge en autopilot og nøglestart, i stedet for den lille trækstang der var brugt tidligere. Sæderne blev ændret, og kunne nu justeres på 6 måder. Et andet option var børnesæder med plads til to - de blev installeret i bagagehylden. Prisen var i 1962 US$ 9,895. Der blev produceret 889 af model 172C.
172D
I 1963 fik model 172D som den første den nedskårne bagkrop, "Omni-Vision" bagruden, og en forrude i et stykke. Der kom også nye ror- og bremsepedaler. Der blev bygget 1,146.
Introduktionen af 172D Powermatic skete også i 1963. Den var forsynet med en Continental GO-300E motor med 175 hk (129 kW) og en marchfart der lå 11 mph (18 km/h) højere end ved en standard 172D. I realiteten var det ikke en ny model, men en Cessna 175 Skylark der var blevet omdøbt for dens sidste produktionsår. Skylark havde fået et dårligt rygte for en upålidelig motor, og at omdøbe den til '172' var et marketing-forsøg på at sælge nogen alligevel. Tricket virkede ikke, og både Powermatic og Skylark udgik af produktion.
172E
172E var 1964-modellen. De almindelige elektriske smeltesikringer blev erstattet med autosikringer. En autosikring kan lukkes igen, ligesom en afbryder, hvis den 'tripper'. Vægten blev forøget til 2.300 lb (1.043 kg), og der ville den blive indtil model 172P. 172E havde også et omdesignet instrument panel. Produktionen steg stadigt, der blev bygget 1,401 stk. 172E.
172F
1965 modellen, 172F, fik elektrisk aktuerede flaps som erstatning for det tidligere vægtstangs-aktiverede system. Flyet blev bygget i Frankrig af Reims Cessna under navnet F172 indtil 1971. Denne model var basis for U.S. Air Force's T-41A Mescalero primære skolefly, som var i tjeneste i 1960'erne og de tidlige '70ere ved USAF Undergraduate Pilot Training (UPT). Efter de udgik fra UPT programmet, blev nogle overskydende USAF T-41 tildelt U.S. Air Force Academy til brug for pilotkadetterne, mens andre blev fordelt til Air Force flyveklubber.
Der blev bygget 1,436 stk. 172F i alt.
172G
172G fra 1966 fik en endnu spidsere propelspinner, og basismodellen blev solgt for US$ 12,450. Den opgraderede Skyhawk version blev solgt for US$ 13,300. Der blev bygget 1,597 stk.
172H
1967's model 172H var den sidste med Continental O-300 motor. Den fik et kortere fjederben på næsehjulet for at formindske luftmodstanden - og for at flyet skulle se bedre ud i luften. Der blev indført en ny motorhjelm, og motoren blev monteret i gummiophæng så væsentligt mindre motorstøj blev overført mekanisk til cockpittet. Dette formindskede også revnedannelse i motorhjelmen. Det elektriske horn der blev brugt til at advare om stall, blev erstattet af et tryklufthorn.
Model 172H solgtes for US$ 10,950 mens Skyhawk versionen kostede US$ 12,750. 1586 blev bygget.
172I
1968-modellen var den første af de Lycoming-motoriserede 172ere. Flyet havde brug for en ny motor: Cessna havde opsagt kontrakten med Continental for deres bedagede O-300 6-cylindrede motor på 145 hk (107 kW).
"I" modellen blev introduceret med en Lycoming O-320-E2D motor på 150 hk (110 kW), en effektforøgelse på 5 hk (3,7 kW) over Continental motoren. Den øgede effekt gav en ringe forøgelse i marchfarten fra 130 mph (209 km/h) TAS ("true airspeed") til 131 mph (211 km/h) TAS. Der var ingen målbar ændring i stigehastigheden: 645 ft (197 m) pr. minut ved havoverfladen.
172I introducerede også det første standard "T" instrument arrangement. Der blev bygget 1,206 af modellen.
172J
Cessna Company havde planlagt at droppe den hidtidige 172 konfiguration fra 1968-modellen og erstatte den med en kombination af fritbærende vinge og sammenbygget haleplan og højderor (en "stabilator", lige som på en F-16) og kalde den nye model 172J. Men efterhånden som introduktionen rykkede nærmere, begyndte de forhandlere der havde forhåndskendskab til modellen at lægge pres på fabrikken for at bibeholde den originale konfiguration. Forhandlerene var af den mening at den nye model ville være dårligere egnet som skolefly.
I sidste øjeblik blev det besluttet at aflyse ændringen og fortsætte med den kendte konfiguration af 172. I stedet for blev den planlagte 172J søsat som en ny model, 177. Deluxe versionen ville blive til 177 Cardinal.
"J" designationen blev aldrig brugt offentligt.
172K
Den næste model var 1969's "K" model. 1969 172K havde en redesignet top på halefinnen og en let ændret facon på de bageste vinduer. Som option kunne man vælge langdistance 52 US gal (197 l) brændstoftanke i vingerne. Det bageste vindue blev en smule større, 16 square inches (103 cm2). 1969 modellen blev solgt for US$ 12,500 for 172 og US$ 13,995 for Skyhawk. 1,170 blev bygget.
1970-modellen blev stadig kaldt 172K, men havde nedadbøjede koniske vingetipper af glasfiber. Der blev også tilbudt fuldt indstillelige sæder. I 1970 blev der produceret 759 fly.
172L
172L, solgt i 1971 og 1972, erstattede de gamle ben til hovedhjulene med koniske rørformede ben. De gamle var lavet af et fladt stykke fjederstål. Det nye understel blev 12 in (30 cm) bredere. Det nye understel var lettere, men skulle dækkes af et strømlinjet svøb for at bevare flyets hastighed og stigeevne. "L" havde også et plastiksvøb mellem ryg- og halefinnen: ren kosmetik, det var for at opnå større familielighed med 182'ens halefinne.
1971 modellen solgtes for US$ 13,425 og US$ 14,995 for Skyhawk versionen. 827 stk. 172L blev solgt i 1971 og 984 i 1972.
172M
172M fra 1973–76 fik en sænket forkant på vingen for at forbedre flyveegenskaberne ved lav fart. Det blev markedsført som "camber-lift" vinge.
172M fra 1974 var den første til at få tilvalgspakke 'II', der tilbød udstyr af en bedre standard, inklusive en sekundær radio, en ADF og en transponder. Bagagerummet var blevet større, og man kunne få et sæt dobbelte landingslys mod en merpris.
1975-modellen af 172M blev solgt for US$ 16,055, US$ 17,890 for Skyhawk, og US$ 20,335 for Skyhawk II.
I 1976 holdt Cessna op med at markedsføre flyet som "172" og brugte herefter udelukkende "Skyhawk" navnet. Flyet fik også et redesignet instrument panel, der kunne holde flere instrumenter. For eksempel blev brændstofmåleren og andre småinstrumenter flyttet til bagbords side for - i sammenlining med ældre instrumentpaneler - at gøre dem lettere aflæselige for piloten. Der blev i alt lavet 7306 stk. af "M" modellerne i de fire år de blev fremstillet.
172N
Skyhawk N, eller Skyhawk/100 som Cessna også kaldte den, blev introduceret som 1977-modellen. "100" betegnelsen fortalta at den havde en Lycoming O-320-H2AD, 160 hk (118 kW) motor beregnet til at bruge 100-oktan brændstof, hvor alle de tidligere modeller brugte 80/87 oktan. Motoren viste sig at have problemer, og den blev erstattet med den identisk ydende O-320-D2J - det blev så til '81-modellen, 172P.
"N" modellen indførte trim på sideroret som et option, og som standard "forvalgs" flaps. Prisen var US$ 22,300, og Skyhawk/100 II solgtes for US$ 29,950. I 1978 modellen blev det tidligere 14-volts elektriske system erstattet med et 28-volts. Air conditioning kunne fås som tilvalg. 1979 model "N" øgede max. flyvehastighed med op til 10° flaps til 115 knots (213 km/h). Større vingetanke øgede brændstofmængden til 66 US gallons (250 l).
"N" forblev i produktion indtil 1980, hvorefter 172P / Skyhawk P blev introduceret.
172O
"O" ("Oscar") modelbetegnelsen blev ikke benyttet.
172P
172P / Skyhawk P blev introduceret i 1981 for at løse problemerne med "N" modellens motor. Afløseren, Lycoming O-320-D2J, var en stor forbedring. "P" fik den maksimale flapvinkel reduceret fra 40° til 30° for at kunne tillade en forøgelse af vægten fra 2.300 lb (1.043 kg) til 2.400 lb (1.089 kg). Som option kunne fås en 'våd' vinge (selve vingen benyttet som brændstoftank, i stedet for en indsat tank) med 62 US gallons kapacitet.
Prisen for en Skyhawk P var US$ 33,950, en Skyhawk P II kostede US$ 37,810, og en Skyhawk P II udstyret med Nav/Pac option US$ 42,460.
I 1982 blev landingslysene flyttet fra næsen til vingerne, for at forøge pærernes levetid. 1983-modellen tilføjede nogle mindre forbedringer i støjdæmpningen, og fik tykkere ruder i vinduerne. I 1984 blev der indført en ekstra låsestift i dørene.
Produktionen af "P" stoppede i 1986, og de næste 11 år blev der ikke bygget flere 172'ere. Domsafgørelser omkring USA's produktansvarlighedslove havde fået Cessna's forsikringsomkostninger til at eksplodere, dette medførte voldsomt stigende priser på nyproducerede fly.
Der blev kun bygget 195 stk 172 i 1984, mindre end fire om ugen.
172Q Cutlass
172Q blev introduceret i 1983 og fik navnet Cutlass for at skabe en forbindelse til 172RG, selvom den reelt var en 172P med en Lycoming O-360-A4N motor med 180 hk (132 kW). Flyet havde en vægt på 2.550 lb (1.157 kg) og en optimal marchfart på 122 knots (226 km/h), sammenlignet med en 172P's marchfart på 120 knots (222 km/h) med 20 hk (15 kW) mindre. Den kunne laste ca. 100 lb (45 kg) mere end Skyhawk P, men stigehastigheden var 20 feet (6 m) pr. minut lavere, på grund af den større vægt. Produktionen stoppede efter kun tre år, da al 172-produktion blev indstillet.
172R
Skyhawk R blev indført i 1996, og var forsynet med en neddroslet Lycoming IO-360-L2A motor der maksimalt kunne levere 160 hk (118 kW) ved kun 2,400 omdrejninger pr. minut. Det var den første Cessna 172 der havde en fabriksmonteret indsprøjtningsmotor.
172R's max. takeoff vægt er 2.450 lb (1.111 kg). Denne model indførte mange forbedringer, for eksempel nyt interiør med lyddæmpning, et nyt og mere effektivt ventillationssystem, som standard firepersoners samtaleanlæg, formstøbte og energiabsorberende frontstole (beskytter mod impulser op til 26G) justerbare i højde og hældning, og forbedrede sikkerhedsseler.
172S
Cessna 172S blev introduceret i 1998, og er forsynet med en Lycoming IO-360-L2A motor, der yder 180 metric horsepower (132 kW). Motorens omdrejningstal blev forøget fra 2,400 til 2,700 omdrejninger pr. minut, hvilket gav en 20 hk (15 kW) effektforøgelse i forhold til "R" modellen. Med mere motoreffekt blev max. takeoff vægt forøget til 2.550 lb (1.157 kg). Denne model er markedsført under navnet Skyhawk SP, selvom 'Type Certification' databladet specificerer den som 172S.
172S er primært bygget til private ejere og er, i de sidste år blevet udstyret med Garmin G1000 avionics og lædersæder som standard udstyr.
Fra 2009 er det kun S modellen der er i produktion.

### Specielle versioner
Reims FR172J and Cessna R172K Hawk XP
FR172J Reims Rocket blev produceret af Reims Aviation i Frankrig fra sidst i 1960'erne til midt i 1970'erne. Den var udrustet med en Rolls-Royce bygget Continental IO-360-H(B) 210 hk (150 kW) indsprøjtningsmotor med en constant-speed propel.
Reims Rocket førte til at Cessna producerede R172K Hawk XP fra 1977 til 1981 både i Wichita og i Reims. Denne model havde en Continental IO-360K (senere en IO-360KB) indsprøjtningsmotor neddroslet til 195 hk (143 kW), med en tobladet constant-speed propel. Hawk XP havde en marchfart på 131 knots (243 km/h).
Ejere hævdede at "XP"s forbedrede ydelse under normale omstændigheder ikke retfærdiggjorde de højere indkøbs- og driftsomkostninger, som den større motor medførte. Derimod blev flyet godt modtaget i ponton-versionen, da en normal 172 ikke er nogen specielt god vandflyver, selv med kun to personer ombord. XP'ens ekstra kræfter forbedrede et vandbaseret takeoff dramatisk.
Selv om R172J og R172K modellerne er nummereret og markedsført som 172'ere, er de certificerede på Cessna 175's typecertifikat.
Cessna 172RG Cutlass
I 1980 introducerede Cessna en version af 172 med optrækkeligt understel, og kaldte den Cutlass 172RG.
Cutlass havde en constant-speed propel (der er ingen dækkende dansk oversættelse) med variabel stigning, og en Lycoming O-360-F1A6 motor med 180 hk (130 kW). 172RG var cirka US$ 19,000 dyrere end en standard 172 af samme årgang, og havde en optimal marchfart på 140 knots (260 km/h), sammenlignet med 122 knots (226 km/h) for den tilsvarende 160 hk (120 kW) version.
172RG fandt ikke nogen stor udbredelse i det private marked på grund af de højere indkøbs- og driftsomkostninger og en middelmådig marchfart, men gjorde udbredt tjeneste som skolefly (rollen som den var designet til) siden den mødte de specifikke krav til et "komplekst fly" som en elev skulle have erfaring med for at opnå et kommercielt pilotcertifikat, for en relativt lav pris. Mellem 1980 og 1984 blev der bygget 1177 stk. RG, plus nogle få flere før produktionen blev indstillet i 1985.
Selv om den blev nummereret og markedsført som en 172, var 172RG certificeret på Cessna 175 typecertifikatet.
172TD
Den 4. Oktober 2007 offentliggjorde Cessna sine planer om at bygge en model med dieselmotor under navnet 172 Skyhawk TD ("Turbo Diesel"), med salg forventet startende midt i 2008. Den planlagte motor var en Thielert Centurion 2.0 firecylindret vandkølet toliters rækkemotor. Det var en turbodiesel med dobbelt overliggende knastaksel, fuldelektronisk motorstyring og en effekt på 155 hk (114 kW), og som kørte på jetbrændstof (Jet-A).
I Juli 2013 blev 172TD aflyst på grund af Thielert's konkurs. Flyet blev viderudviklet til Turbo Skyhawk JT-A
Firmaet Redbird Simulations ønskede at benytte samme motor sammen med renoverede 172-flystel for at producere en model kaldet Redbird Redhawk.
Firmaet Premier Aircraft Sales fortalte i Februar 2014 at de også ville sælge renoverede 172'ere med Continental/Thielert Centurion 2.0 dieselmotoren.
Turbo Skyhawk JT-A
Modellen blev introduceret i Juli 2014, med de første kundeleverancer planlagt til 2015. Den var forsynet med en 155 hk (114 kW) Continental CD-155 dieselmotor. Prisen var som udgangspunkt $435,000 i 2014. Den har en topfart på 131 kn (243 km/h) og forbruger 3 U.S. gallons (11 L; 2,5 imp gal) mindre brændstof per time end en standard 172. Modellen er en videreudvikling af den påbegyndte, men aflyste, Skyhawk TD. Cessna has antydet at JT-A vil blive solgt fra 2016.
På trods af dieselmotorens sparsommelighed finder nogen anmeldere at den betydelige overpris gør flyet uattraktivt.

### Fremtidige modeller
Elektrisk 172
I Juli 2010 annoncerede Cessna at de som demonstrationsobjekt, sammen med firmaet Bye Energy, havde udviklet en 172 med elektromotor. I Juli 2011 fortalte Bye Energy, som i mellemtiden havde skiftet navn til Beyond Aviation, at prototypen (registrering N2474E) havde påbegyndt rulletests på jorden den 22. juli 2011, og at en første flyvning ville følge snarest. I 2012 gennemførte prototypen en vellykket serie testflyvninger.

### Modifikationer
Cessna 172 kan modificeres indenfor rammerne af en serie "supplemental type certificate (STC)", eller supplerende certifikater. Disse inkluderer blandt andet større motorer med mere effekt og højere totalvægt. Blandt STC motor-modifikationerne kan man forøge motoreffekten fra 180 til 210 hk (132 til 154 kW), benytte en constant-speed propel, eller benytte bilbenzin i stedet for flybenzin. Andre modifikationer er f.eks. at tilføje ekstra brændstoftanke i vingetipperne, tilføje ekstra bagageplads, tilføje hjulskærme for at reducere luftmodstanden, eller at forbedre landings- og takeoff ydelse og sikkerhed med et STOL kit.

## Operatører

### Civile operatører
Det vil være meningsløst at forsøge på at opliste samtlige civile operatører af verdens mest producerede fly.
Alene i Danmark er der 263 stk. registreret. Tallet dækker ikke kun flyvedygtige eksemplarer, men også frasolgte, havarerede eller på anden vis udgåede fly.

### Militære operatører
Denne liste er kun om Cessna 172 / Skyhawk. For T-41 operatører, se venligst T-41 Mescalero
En variant af 172, T-41 Mescalero blev benyttet som skolefly af United States Air Force og Army. Dertil benytter United States Border Patrol (USA's grænsepoliti) et antal 172'ere til luftovervågning langs Mexico's og USA's fælles grænse.
Irish Air Corps - det Irske Luftvåben - benytter Reims versionen til luftovervågning og som følgefly ved transporter af penge, fanger og sprængstoffer, ud over normale militære roller som samarbejde med hæren og uddannelse af piloter.
 Bolivia
- Bolivia's Luftvåben (spansk: Fuerza Aérea Boliviana, FAB) 3 stk. 172K[47]

 Chile
- Den Chilenske Hær (spansk: Ejército de Chile) 18 stk. R172K[48]

 Ecuador
- Ecuadors Luftvåben (spansk: Fuerza Aérea Ecuatoriana, FAE) 8 stk. 172F[49]
- Ecuadors Hær (spansk: Ejército Ecuatoriano) 1 stk. 172G[47]

 Guatemala
- Guatemalas Luftvåben (spansk: Fuerza Aérea Guatemalteca, FAG) 6 stk. 172K[50]

 Honduras
- Honduras Luftvåben (spansk: Fuerza Aérea Hondureña, FAH) 3 stk., model ukendt[51]

 Irak
- Iraks Luftvåben (Iraqi Air Force (IQAF eller IAF; Arabic: القوة الجوية العراقية, Al Quwwa al Jawwiya al Iraqiya) (kurdish: هێزی ئاسمانی عێراقی)) Antal og model ukendt[52]

 Irland
- Irlands Luftvåben (Air Corps, irsk: An tAerchór) 8 stk. FR172H, 1 stk. FR172K[53] Fem FR172H stadig i tjeneste, 2014.[54]

 Liberia
- Liberias Væbnede Styrker (engelsk: Armed Forces of Liberia, Air Reconnaissance Unit) 2 stk., model ukendt[55]

 Litauen
- Statens Grænsevagttjeneste (State Border Guard Service, litauisk: Valstybės sienos apsaugos tarnyba) 1 stk. i tjeneste, model ukendt

 Madagaskar
- Madagaskars Luftvåben (Malgache Air Force, fransk: Armée de l'Air Malgache) 4 stk. 172M[56]

 Pakistan
- Det Pakistanske Luftvåben (Pakistan Air Force (PAF), urdu: پاک فِضائیہ) 4 stk. 172N[57]

 Filippinerne
- Filippinernes Hær (Philippine Army (PA), Filipino: Hukbong Katihan ng Pilipinas) 1 stk., model ukendt
- Filippinernes Flåde (Philippine Navy (PN), Filipino: Hukbong Dagat ng Pilipinas) 1 stk. 172F,[58] 1×172N[58]

 Saudi Arabia
- Det Kongelige Saudiarabiske Luftvåben (Royal Saudi Air Force (RSAF) (arabisk: القوات الـجوية الـملكية الـسعودية, al-quwwāt al-ğawwiyyah al-malakiyyah as-suʿūdiyyah)) 8 stk. F172G, 4 stk. F172H, 4 stk. F172M[59][60]

 Singapore
- Singapores Luftvåben (Republic of Singapore Air Force (RSAF), Malay: Angkatan Udara Republik Singapura; kinesisk: 新加坡空军部队, pinyin: Xīnjiāpō Kōngjūn Bùduì; tamil: சிங்கப்பூர் ஆகாயப்படை, Ciṅkappūr Ākāyappaṭai) 8 stk. 172K, leveret 1969 og taget ud af tjeneste 1972.[60][61]

 Surinam
- Surinam's Luftvåben (Suriname Air Force (SAF), nederlandsk: Surinaamse Luchtmacht) Et fly i tjeneste, men annonceret til salg.[62]

 Østrig
- Østrigs Luftvåben (tysk: Österreichische Luftstreitkräfte) 1 stk. 172

## Ulykker og hændelser
- 23. oktober 1964, blev David Box, sanger for The Crickets på deres 1960 udgivelse af "Peggy Sue Got Married" og "Don't Cha Know" og senere solist, dræbt da den Cessna 172 han var passager i styrtede ned i det nordvestlige Harris County, Texas undervejs til en forestilling. Box var den anden sanger for The Crickets der døde i et flystyrt. Den første var Buddy Holly.[63][64]

- 31. august 1969, blev den amerikanske professionelle bokser Rocky Marciano dræbt, da den Cessna 172 han sad i styrtede ned under indflyvning til en flyveplads nær Newton, Iowa.[65]

- 25. september 1978, kolliderede en Cessna 172, registrering N7711G, under flyvning med Pacific Southwest Airlines Flight 182, en Boeing 727. De to fly styrtede ned over San Diego, Californien. Der var i alt 144 omkomne: to i Cessna'en, 135 ombord i PSA Flight 182 og syv personer på jorden.[66]

- 28. maj 1987, blev en lejet Reims Cessna F172P, tysk registrering D-ECJB, benyttet af en Tysk teenager, Mathias Rust, til en uautoriseret flyvning fra Helsinki-Malmi Airport gennem USSR's luftrum, hvorefter den landede nær den Røde Plads i Moskva, uden at blive afvist eller skudt ned af USSR's luftforsvar.[67]

- 9. april 1990: Atlantic Southeast Airlines Flight 2254, en Embraer EMB 120 Brasilia, kolliderede under flyvning frontalt med en Civil Air Patrol Cessna 172, N99501, undervejs fra Gadsden Municipal Airport til Hartsfield-Jackson Atlanta International Airport. Cessna'en styrtede, pilot og passager omkom. Det lykkedes for Brasilia'en at udføre en sikker nødlanding.[68]

- 5. januar 2002 stjal high school-eleven Charles J. Bishop en Cessna 172, N2371N, og knuste med vilje flyet imod siden af Bank of America Tower i det centrale Tampa, Florida. Udover at Bishop blev dræbt og flyet ødelagt, skete der yderst ringe skade.[69][70]

- 6. april 2009 stjal en student fra Confederation College i Thunder Bay, Ontario, Canada, en Cessna 172N, C-GFJH. Herefter fløj han ind i de Forenede Stater's luftrum over Lake Superior. Flyet blev lokaliseret og fulgt af NORAD F-16'ere, og landede til slut på Highway 60 i Ellsinore, Missouri efter syv timers flyvning. Piloten, en Canadisk borger født i Tyrkiet ved navn Adam Dylan Leon, tidligere kendt som Yavuz Berke, led af depression og forsøgte at begå selvmord ved at blive skudt ned. Han blev i stedet for anholdt kort efter landingen. 3. november 2009 blev han idømt to års fængsel i et U.S. statsfængsel, efter at han i August 2009 havde erkendt sig skyldig i alle tre anklagepunkter: transport af et stjålet fly over statsgrænsen, import af et stjålet fly, og illegal indrejse til USA. På gerningstidspunktet tillod Confederation College's procedurer eleverne adgang til flyene, der som regel blev parkeret med nøglerne siddende i.[71][72][73][74][75]

- 9. oktober 2013 lykkedes det for passageren i G-BCYR at gennemføre en vellykket nødlanding i Humberside Airport, United Kingdom efter at piloten var afgået ved døden under flyvningen. Passageren havde ingen flyveerfaring, og blev 'talt ned' af flyveinstruktører. Han havde været på en lokal flyvning fra Sandtoft Airfield, Lincolnshire da piloten døde.[76] Hændelsen gav anledning til en Britisk dokumentarudsendelse på Channel 4 den 27. marts 2014.[77]

## Specifikationer (Cessna 172R)
| Reference = Cessna  |                          |                                                                        |
| Besætning:          | 1                        |                                                                        |
| Kapacitet:          | 3 passagerer             |                                                                        |
| Længde:             | 27 ft. 2 in.             | 8,28 m                                                                 |
| Højde:              | 8 ft. 11 in.             | 2,72 m                                                                 |
| Spændvidde          | 36 ft. 1 in.             | 11,0 m                                                                 |
| Vingeareal:         | 174 sq.ft.               | 16,2 m²                                                                |
| Vingebelastning:    |                          | 68.6 kg/m²                                                             |
| Aspect ratio:       | 7.32                     |                                                                        |
| Vingeprofil:        | modificeret NACA 2412    |                                                                        |
| Tomvægt:            | 1691 lb.                 | 768 kg.                                                                |
| Max. vægt:          | 2450 lb.                 | 1112 Kg.                                                               |
| Brændstofkapacitet: | 56 US gallons            | 212 Liter                                                              |
| Motorer:            | 1                        |                                                                        |
| Fabrikat:           | Lycoming IO-360-L2A      |                                                                        |
| Type:               | 4 cyl. bokser- flymotor  |                                                                        |
| Effekt:             | 160 hk                   | 118 kW                                                                 |
| Propel:             | 2-bladet, metal          |                                                                        |
| Marchfart:          | 122 knob                 | 226 km/t                                                               |
| Stallfart:          | 47 knob                  | 87 km/t (uden motor, flaps nede)                                       |
| Absolut max.fart:   | 163 knob                 | 302 km/t (IAS)                                                         |
| Rækkevidde:         | 696 sømil                | 1289 km (45 min. reserve, 55 % motor, 12.000 fod / 3.658 m flyvehøjde) |
| Max.flyvehøjde:     | 13.500 ft.               | 4.115 m                                                                |
| Stigehastighed:     | 721 ft/min.              | 220 m/min.                                                             |
| Avionics:           | (optionelt) Garmin G1000 |                                                                        |

## Eksterne links
- Cessna Skyhawk manufacturer's website Arkiveret 29. juni 2015 hos  Wayback Machine
- Complete specifications and data for each Cessna 172 model year